# Cestrum ekmanii
Cestrum ekmanii är en potatisväxtart som beskrevs av Ignatz Urban och O. E. Schulz. Cestrum ekmanii ingår i släktet Cestrum och familjen potatisväxter. Inga underarter finns listade i Catalogue of Life.